# Palacio Paradiso
El palacio Paradiso es un edificio italiano situado en la vía de las Ciencias de la población  de Ferrara. Es la sede de la Biblioteca Comunale Ariostea, y en su interior se encuentra la tumba de Ludovico Ariosto. En este lugar se encontraba la Universidad de Ferrara, donde se graduó Paracelso.[cita requerida]

## Edificio
Fue construido en 1391 como palacio de Delizia de los Este y fue decorado con frescos representando escenas de la vida en la corte. En 1567, el palacio fue alquilado por el magistrado de Savi, que trasladó todas las facultades de la universidad. En el siglo XVII como resultado de una intervención de Giovan Battista Aleotti se construyó la torre del reloj y el portal de mármol asumiendo la construcción su actual apariencia.
En 1753, el palacio se convirtió en la sede de la Biblioteca Pública, después dedicada a Ludovico Ariosto. En 1801, fue trasladado en su interior la tumba monumental de Ariosto. La Universidad de Ferrara se trasladó en 1963, mientras que la biblioteca aún se encuentra aquí.
En su interior también hay un teatro de anatomía del siglo XVIII y un interesante cuadro de honor del mismo período.[cita requerida]

## La biblioteca
La biblioteca contiene una serie de libros antiguos y manuscritos, incunables, códices miniatura, reliquias de Ariosto y de otros escritores. Contiene alrededor de 650 diferentes ediciones de las obras de Ariosto entre las cuales algunas son de la época.[cita requerida]